# Wedeke Kerkring
Wedeke Kerkring (* in Lübeck; † 17. Oktober 1482 ebenda) war ein deutscher Ratsherr der Hansestadt Lübeck.

## Leben
Wedeke Kerkring war Sohn des Lübecker Ratsherrn Thomas Kerkring. Wedeke wurde, wie sein Vater zuvor, 1460 Mitglied der patrizischen Lübecker Zirkelgesellschaft. 1479 wurde er in den Lübecker Rat erwählt. 
Er war verheiratet mit einer Tochter des Ratsherrn Konrad Brekewoldt und bewohnte das Haus Königstraße 1 in der Lübecker Altstadt. Er wurde in der Lübecker Marienkirche bestattet. Die Grabplatte ist dokumentiert, aber bei den Aufräumungsarbeiten nach dem Luftangriff auf Lübeck 1942 verloren gegangen. Der Lübecker Ratsherr Berthold Kerkring war sein Sohn.